# Karl Olsson (astronom)
Karl Gustaf Olsson, född 22 november 1862 i Eskilstuna, död 13 december 1939 i Karlstad, var en svensk astronom.
Karl Olsson var son till folkskolläraren Carl Olsson. Han avlade mogenhetsexamen i Strängnäs 1881 och studerade därefter vid Uppsala universitet och blev filosofie kandidat 1883, filosofie licentiat 1886 och filosofie doktor 1887. Han var assistent vid Stockholms observatorium 1886–1889 och biträdande astronom där 1898–1906, docent i astronomi vid Stockholms högskola 1898–1910 och därutöver bland annat assistent vid Statens meteorologiska centralanstalt 1894–1897. Olsson hade flera lärarförordnanden, utnämndes till lektor i matematik och fysik i Luleå 1906 och Karlstad 1910 samt avgick 1928. Han publicerade ett stort antal astronomiska arbeten, bland annat rörande banberäkningar samt planetbestämningar och metoder för att beräkna dessa. För sina undersökningar belönades han två gånger av Vetenskapsakademien.